# Goleama Voda, Razgrad
Goleama Voda (în bulgară Голяма Вода) este un sat în comuna Samuil, regiunea Razgrad,  Bulgaria. 

## Demografie
Componența etnică a satului Goleama Voda
     Turci (98,65%)
     Nicio identificare (1,34%)
     Altele (0%)
La recensământul din 2011, populația satului Goleama Voda era de 298 locuitori. Din punct de vedere etnic, majoritatea locuitorilor (98,65%) erau turci. Pentru 1,34% din locuitori nu este cunoscută apartenența etnică.